# B'z LIVE-GYM Pleasure 2013 ENDLESS SUMMER -XXV BEST-
『B'z LIVE-GYM Pleasure 2013 ENDLESS SUMMER -XXV BEST-』（ビーズ・ライブジム・プレジャー・ツーサウザンドサーティーン・エンドレス・サマー・トゥエンティ・ファイブ・ベスト）は、日本の音楽ユニット・B'zの映像作品。DVDとBlu-ray Discで発売。

## 概要
B'zデビュー25周年を記念して2013年6月から9月の期間に敢行された全国24ヵ所30公演延べ55万人を動員した、5年ぶりのPleasureツアー『B'z LIVE-GYM Pleasure 2013 -ENDLESS SUMMER-』の模様を映像化した作品。通常盤（DVD2枚組、Blu-ray1枚組）と、完全盤（DVD4枚組、Blu-ray2枚組）の2種発売。
通常盤と完全盤共に収録されているディスクには、千秋楽となった2013年9月22日の日産スタジアム公演の模様を収録。そして、完全盤のみに収録されているディスクには、ホール、ドーム、スタジアムに渡るツアードキュメンタリーとともに、ホールツアーのファイナル公演となった2013年7月31日の會津風雅堂公演の模様を収録。尚、千秋楽となった日産スタジアムでの単独公演は最多となる4度目であった。
本ツアー（特にホール公演）では、ヒット曲・定番曲のみでなく長い間演奏されていなかったシングル曲や2nd beat、過去のアルバム収録曲が多く演奏されており、本作で初めて映像作品化された楽曲も多く存在する。また、Pleasureツアーでは珍しく日替わり曲が多く存在し、演奏総数はB'z史上最多となる45曲が披露された。
付属のブックレットには、本ツアーのために書き下ろされた新曲「Endless Summer」の歌詞が掲載されている。通常B'zの映像作品に付属するブックレットには収録曲の歌詞が一部を除きすべて掲載されるが、本作では珍しく「Endless Summer」以外の楽曲の歌詞は掲載されていない。

## 記録
オリコンにおける2014年2月10日付週間Blu-ray Disc（以下、BD）ランキングにおいて、7.4万枚を売り上げ総合首位を獲得した。初週売上7.4万枚は、男性アーティストの初週最多売上記録であった関ジャニ∞『KANJANI∞ LIVE TOUR!! 8EST 〜みんなの想いはどうなんだい?僕らの想いは無限大!!〜』の5.6万枚を上回り、歴代1位となった。ライブBDとしては男女グループ、ソロを通じて歴代最高記録となった。
また、B'zのBD総合首位は、『B'z LIVE-GYM 2011 -C'mon-』（2012年5月発売）、『B'z LIVE-GYM 2008 -ACTION-』（2013年1月発売）に続き3作連続通算3作目。3作目のBD総合首位は、AKB48、EXILE、Mr.Childrenに並ぶ最多タイ記録となった。

## 演奏

### メンバー
- 松本孝弘：ギター、プロデュース
- 稲葉浩志：ボーカル

### サポートメンバー
- 増田隆宣：キーボード
- シェーン・ガラース：ドラム
- バリー・スパークス：ベース
- 大賀好修：ギター

## 収録内容

### ツアーファイナル 日産スタジアム公演
初回盤と完全盤、ともに収録。DVDではdisc1〜2、Blu-rayではdisc1が相当する。
- OPENING. OVERTURE
  - 松本が本ツアーのオープニングとして書き下ろしたインストゥルメンタルの楽曲[7]。現在、未音源化。
  - 巨大なオブジェが稼働し、25周年を表す「XXV」の文字が完成してオブジェに火が灯る[8]。
  - アンコール終了後のスタッフロールのBGMに本曲のスタジオレコーディング音源が使われている。

1. Endless Summer
  - ツアータイトルにもなっている新曲。演奏時は未発表曲だった。
  - デビュー15周年記念ライブとなった『B'z LIVE-GYM The Final Pleasure "IT'S SHOWTIME!!"』の渚園公演で「前回（5周年記念となった『B'z LIVE-GYM Pleasure '93 "JAP THE RIPPER"』）同様ライブ初披露曲をオープニングにしたかった[注 5]」との意向で当時最新曲であった「アラクレ」が1曲目に選ばれており、5周年、15周年、25周年ともに未発表ないしライブ初披露曲が1曲目に演奏されることとなった。
  - 発表から1年以上音源化されていなかったが、2015年1月発売の51stシングル『有頂天』の2nd beatとしてリリースされた。
2. ZERO
  - 「BLOWIN'」と日替わりで演奏された。
3. Pleasure 2013 〜人生の快楽〜
  - 恒例のMC「B'zのLIVE-GYMにようこそ！」に引き続いて演奏。
  - 過去の「Pleasure 〜人生の快楽〜」と同様に、2番Aメロなどの歌詞を一部変更している。現在、未音源化。
4. LADY NAVIGATION
  - 前曲からブレイク無しで演奏。
  - 『B'z LIVE-GYM The Final Pleasure "IT'S SHOWTIME!!"』以来、約10年ぶりの演奏[注 6]。フルバージョンでの映像化は本作が初。
5. 太陽のKomachi Angel
  - 『B'z SHOWCASE 2007 -B'z In Your Town-』以来、約6年ぶりの演奏[注 7]。稲葉の手拍子練習の後にイントロに繋がるアレンジ。音源にはなかったベースソロが追加されている。
  - 「恋心(KOI-GOKORO)」と日替わりで演奏された。
  - 稲葉が「上出来でしょう」と天気について触れるMCを行う[注 8]。
6. ねがい
  - 増田のキーボードソロからスタート。シングルバージョンとアルバムバージョンをミックスしたアレンジで演奏。間奏での松本のギターソロが長くなっている。
7. さよならなんかは言わせない
  - 『B'z LIVE-GYM 2008 "ACTION"』以来、約5年ぶりの演奏。 松本がギターをTAK DCからレスポール・スタンダードに変更。「C'mon」まで継続して使用した。
  - 日替わりで「もう一度キスしたかった」、「TIME」が演奏された。
8. GOLD
  - 『B'z LIVE-GYM in Hong Kong 2001』以来、約12年ぶりの演奏。
  - 日替わりで「ALONE」、「OCEAN」が演奏された。
9. C'mon
  - 『B'z LIVE-GYM 2011 -C'mon-』以来、約2年ぶりの演奏。Pleasureツアーでの演奏は初。
10. Rain
  - 松本によるインストゥルメンタルのソロ楽曲。
  - 本ツアーのために書き下ろされた楽曲で、2014年に松本のソロアルバム『New Horizon』に収録された。
11. 核心
  - ベスト・アルバム『B'z The Best XXV 1988-1998』収録の新曲。本ツアーが初演奏。
12. あいかわらずなボクら
  - 『B'z SHOWCASE 2007 -B'z In Your Town-』以来、約6年ぶりの演奏[注 9]。映像化は本作が初。
  - キャンプファイヤーが用意され[注 10]、その周りをメンバーが囲って演奏。歌唱パートは、音源と同様にメンバー及びサポートメンバーが順番に担当した。メンバー、サポートメンバー各自のソロパート（増田はカズー、稲葉はブルースハープ、それ以外は全員ギター）による間奏と、その後にサビが追加されている。また、会場のモニターにはメンバーのアイデアでカラオケ風の字幕が付いた。
  - 演奏終了後に稲葉がブルースハープで「あいかわらずなボクら」、童謡の「赤とんぼ」を演奏し、そのままソロに入る。
  - DVDではここでDisc1が終了。
13. 愛のバクダン
  - 稲葉のブルースハープソロに続いて、シェーンのドラムソロからスタート。楽曲演奏開始と同時に、過去のツアーロゴを纏った全長19メートルに及ぶ飛行船が登場し、ハート型の紙吹雪を撒きながら会場内を飛行する。
14. イチブトゼンブ
  - 前曲から引き続き飛行船が会場内を飛行。
15. LOVE PHANTOM
  - 音源ではストリングスで演奏されている前奏部分をすべてギターで演奏した。
16. Q&A
  - ベスト・アルバム『B'z The Best XXV 1999-2012』収録の新曲。本ツアーが初演奏。
  - MVと同様のナレーションから始まる。侍と忍者に扮したダンサーが登場し、火の着いた刀を使用した殺陣のパフォーマンスを披露した。
17. NATIVE DANCE
  - ここから「ギリギリchop」までメドレー。バリーのベースソロに続けて演奏。『B'z LIVE-GYM Pleasure 2008 -GLORY DAYS-』以来、約5年ぶりの演奏。
18. さまよえる蒼い弾丸
  - Pleasureツアーでは『B'z LIVE-GYM The Final Pleasure "IT'S SHOWTIME!!"』以来、約10年ぶりの演奏。
  - イントロは省略され、前曲から繋がる形で演奏。
  - 札幌公演のみ「裸足の女神」が演奏された。
19. ギリギリchop
  - バンドのジャムセッションからスタート。
20. RUN
  - 本編ラストナンバー。
  - 稲葉がツアータイトルに込めた意味を説明するMCの後、松本による「OVERTURE」のギター演奏から本曲のイントロに繋がる形で演奏。
  - イントロと同時に銀テープが飛ばされた。
21. juice
  - ここからアンコール。アンコールでの演奏は『B'z LIVE-GYM 2002 "Rock n' California Roll"』以来、約11年ぶり。
  - ギターソロ後に行われる恒例のコール&レスポンスは、レゲエ要素を交えて行われた。
22. ultra soul
  - 前曲から繋がる形で演奏。
  - エンディングでは「Endless Summer」のメロディーを絡めており、バリー曰く「"Endless Summer"で始まって"Endless Summer"で終わる」。日産スタジアム公演では、演奏終了後にフィナーレとして、25周年にちなみ2500発の花火が打ち上げられた[注 11]。

### ホールツアーファイナル公演&ツアードキュメンタリー
完全盤のみに収録。DVDではdisc3〜4に、Blu-rayではdisc2に収録されている。
會津風雅堂公演の模様の合間に、ドキュメンタリーが挿入されている。ドキュメンタリーでは、沖縄県名護市で行われたライブの合宿の模様から、シークレットライブ、各ホール公演及びドーム公演、そしてツアー・ファイナルである日産スタジアム公演に至るまでの舞台裏が記録されている。（ただし、ツアー期間中の合間に開催されたライブイベント『AEROSONIC』の模様は収録されていない。また収録されていない公演もいくつかある。）
ドキュメンタリーでは本作品には未収録となった日替わり曲の一部（「月光」のみフルコーラス）も収録されている。
1. Q&A
  - 「F・E・A・R」とつなげて演奏。
2. F・E・A・R
  - 前曲が半音下げチューニングのため、この曲も原曲より半音下げで演奏されている。
  - 「銀の翼で翔べ」と日替わりで演奏された。
3. LADY NAVIGATION
  - 恒例のMC「B'zのLIVE-GYMにようこそ！」に引き続いて演奏。稲葉が「B'zの…」と溜めている際、観客の一人が「早く〜」と叫んでホールは苦笑に包まれ、稲葉も困ったような顔をするという場面がある。
4. STAY GREEN 〜未熟な旅はとまらない〜
  - 『B'z LIVE-GYM 2002 "Rock n' California Roll"』以来、約11年ぶりの演奏。
5. 夢見が丘
  - 『B'z LIVE-GYM 2008 "ACTION"』以来、約5年ぶりの演奏。映像化は本作が初。
6. ユートピア
  - ベスト・アルバム『B'z The Best XXV 1999-2012』収録の新曲。本ツアーが初演奏。
  - 「核心」と日替わりで演奏された。
  - ドキュメント部分では、稲葉がこの曲のアレンジについて松本やシェーンに相談する様子が収められている。
7. 恋心(KOI-GOKORO)
  - 『B'z LIVE-GYM Pleasure 2008 -GLORY DAYS-』以来、約5年ぶりの演奏。各ホール公演での映像に次々と切り替わる。
8. ハピネス
  - 『B'z LIVE-GYM 2008 "ACTION"』以来、約5年ぶりの演奏。映像化は本作が初。
  - 上記ツアーでの演奏時と同様に、本ツアーでも半音下げで演奏。
  - 原曲のアコースティック・ギターソロパートは、松本がエレクトリック・ギターで演奏した。
9. Survive
  - 『B'z LIVE-GYM'98 "SURVIVE"』以来、約15年ぶりの演奏。映像化は本作が初。
  - 前曲同様、半音下げでの演奏。歌詞の一部が本ツアーのテーマ[注 12]に合わせて意図的に変更されている。
10. GOLD
  - 「月光」と日替わりで演奏された。
11. Rain
  - スタジアム公演と一部アレンジが異なる部分がある。
12. The Wild Wind
  - 『B'z SHOWCASE 2007 -B'z In Your Town-』以来、約6年ぶりの演奏[注 13]。映像化は本作が初。
  - DVDではここでDisc3が終了。
13. デッドエンド
  - リリース当時のアルバムツアーでは未演奏だったが、本ツアーにて初演奏された。
14. パーフェクトライフ
  - 『B'z LIVE-GYM 2008 "ACTION"』以来、約5年ぶりの演奏。アルバム曲だが、ホール公演後に行われた『AEROSONIC』でも演奏された。
15. NATIVE DANCE
  - バリーのベースソロに続いての演奏。この楽曲の後のドキュメンタリー内で、盛岡市民文化ホール公演での「月光」[注 14]。がフルバージョンで収録されている（本作の収録曲として未表記であるため、ボーナストラック扱い）。
16. OH! GIRL
  - 『B'z LIVE-GYM 2008 "ACTION"』以来、約5年ぶりの演奏。Pleasureツアーでの演奏は『B'z LIVE-GYM The Final Pleasure "IT'S SHOWTIME!!"』以来、約10年ぶり。
17. ギリギリchop
  - 前曲からブレイク無しで演奏。
  - 「DIVE」と日替わりで演奏された。
18. イチブトゼンブ
  - 本編ラストナンバー。
19. ALONE
  - ここからアンコール。
  - 『B'z LIVE-GYM 2005 "CIRCLE OF ROCK"』以来、約8年ぶりの演奏。Pleasureツアーでの演奏は『B'z LIVE-GYM Pleasure 2000 "juice"』以来、約13年ぶり。
  - 日替わりで「OCEAN」、「今夜月の見える丘に」が演奏された。
20. BAD COMMUNICATION
  - 『B'z LIVE-GYM Pleasure 2008 -GLORY DAYS-』以来、約5年ぶりの演奏。
  - 日替わりで「愛のバクダン」、「ultra soul」が演奏された。